# Соболева, Ирина Юрьевна
Ирина Юрьевна Соболева (род. 6 января 1954, Рига, ЛССР, СССР) — российская пианистка, концертмейстер оперы. Заслуженная артистка России (2002).

## Биография

### Семья
Родилась в г. Рига 6 января 1954 г.
Мать — Лия Мабо, примадонна Рижского Театра Музыкальной Комедии,
Отец — Соболев Ю. В., военный лётчик, полковник.
Отчим — Суханов Геннадий Иванович, Директор Малого Оперного театра (ныне Михайловского) в 1960—1970-х гг,
затем с 1980 по 1997 руководил БДТ им. Г.Товстоногова.

### Карьера
В 6-ти летнем возрасте поступила в специальную
музыкальную школу при Консерватории.
В 1972 была принята в ЛОЛГК им Римского — Корсакова, которую закончила в 1977 году по классу профессоров Д. А. Светозарова и Е. М. Шендеровича по специальностям: солист — пианист, концертмейстер.
После окончания работала по специальности в театре Консерватории. А через три года была приглашена Ю. Х. Темиркановым в Кировский (ныне Мариинский) театр в качестве концертмейстера оперы.
С 2000 года является приглашенным пианистом-концертмейстером в Метрополитен-опера(Нью-Йорк),Уэльском национальном оперном театре, театрах Шатле, Опера Бастиль и Лирико, где готовит постановки русских опер.

## Подготовленные постановки
Ирина Юрьевна работает в Мариинском театре с 1980 года. С 1980 по 2016 ею подготовлено к постановкам большое количество оперных спектаклей таких как:
Опера А. П. Бородина
- Князь Игорь[4]

Оперы С. С. Прокофьева
- Повесть о Настоящем человеке
- Любовь к трем апельсинам[5]
- 3 постановки оперы Война и мир[6]
- Семен Котко[7]

Опера М. П. Мусоргского
- 4 постановки Бориса Годунова

Оперы П.И Чайковского
- 2 постановки оперы Евгений Онегин[8]
- Мазепа[9]
- 3 постановки оперы Пиковая Дама[10]
- Чародейка
- Опричник[11]

Оперы Д. Д. Шостаковича
- Екатерина Измайлова[12]
- Нос[13]

Оперы Б. Бриттена'
- Поворот винта[14]
- Сон в летнюю ночь[15]

Оперы Дж. Верди
- Травиата[16]
- Аида[17]
- Бал Маскарад[18]
- Макбет[19]

Опера А. Г. Рубинштейна
- Демон

Оперы Г.Доницетти
- Лючия ди Ламмермур
- Любовный Напиток[20]

Опера В.Беллини
- Сомнамбула

Опера Дж. Россини
- Севильский цирюльник[21]

Оперы Р. К. Щедрина
- Левша[22]
- Рождественская сказка[23]

Опера Ж.Бизе
- Кармен[24]

Опера Л.Яначека
- Средство Макропулуса[25]

Опера К.Шимановского
- Король Рогер

И ряд других оперных спектаклей.
В сезоне 2014—2015 и 2015—2016 Ирина Соболева
подготовила премьеры новых постановок опер Чайковского: «Пиковой дамы»,"Евгения Онегина","Опричника".
Последняя опера прозвучала в театре после столетнего перерыва.
При участии Ирины Юрьевны были осуществлены премьеры редких для России опер Бенджамина Бриттена,
Леоша Яначека, Кароля Шимановского. В тесном творческом контакте с автором она готовила мировые
премьеры опер Родиона Щедрина «Левша» (2013) и «Рождественская сказка» (2015).

## Творческая деятельность
Является членом жюри на международном конкурсе вокалистов имени Бориса Штоколова (Санкт-Петербург), на Международном конкурсе имени Рустема Яхина (Казань) и др.
С 2014 года с открытием в Мариинском-2 Камерных залов, Ирина Соболева ведет авторский абонемент под названием «Портрет певца в интерьере».

На концертах этого цикла Ирина Юрьевна выступает не только как пианист-концертмейстер, но и как лектор, рассказывая о каждом певце-участнике и популяризуя жанр оперы в целом.
Пианистка регулярно дает концерты в рамках фестивалей «Звезды белых ночей» (Петербург), «Гергиев-фестиваль» (Роттердам), Фестиваль в Миккели (Финляндия), фестиваль «Три века классического романса» (Санкт-Петербург). Выступает в престижных концертных залах Петербурга — Большом и Малом залах Филармонии, Концертном зале Мариинского театра, в зале Капеллы.
С 2013 года Ирина Юрьевна преподает в Санкт-Петербургской государственной консерватории на кафедре концертмейстерского мастерства. В Культурном центре Елены Образцовой она ведет курс подготовки концертмейстеров оперных театров России. Регулярно выезжает «на места» в театры Красноярска, Якутска, Владивостока, Астрахани, Екатеринбурга, где проводит мастер-классы для оперных певцов.
Член союза концертных деятелей Санкт-Петербурга с 1980 года.

## Премии и награды
- Заслуженная артистка России (2002)[38]
- Медаль ордена «За заслуги перед Отечеством» I степени (2020)[39]
- Медаль ордена «За заслуги перед Отечеством» II степени (2008)[40]
- Дипломант 8го международного конкурса П. И. Чайковского[41]
- Лауреат 1-й Национальной оперной премии Онегин во внеконкурсной номинации — «Концертмейстер»[42]
- Почётная грамота Министерства культуры Российской Федерации и Российского профсоюза работников культуры (6 августа 2003) — за многолетний и плодотворный труд, достигнутые успехи в области культуры и искусства[43]